# داریو اورتیز (بازیکن فوتبال)
داریو اورتیز (انگلیسی: Darío Ortiz؛ زادهٔ ۱۴ ژوئیهٔ ۱۹۶۷) بازیکن فوتبال اهل آرژانتین است.
از باشگاه‌هایی که در آن بازی کرده‌است می‌توان به باشگاه فوتبال گودوی کروز و باشگاه فوتبال جیمناسیا لاپلاتا اشاره کرد.